# کورته‌همن
کورتهمن (به هلندی: Kortehemmen) یک منطقهٔ مسکونی در هلند است که در اسمالینگرلاند واقع شده‌است. کورتهمن ۲۵۸ نفر جمعیت دارد.